# Suntory Sunbirds Osaka
I Suntory Sunbirds Osaka (サントリーサンバーズ大阪?) sono una società pallavolistica maschile giapponese, con sede a Minō: militano nel campionato giapponese di SV.League; il club appartiene all'azienda Suntory.

## Storia
I Suntory Sunbirds nascono nel 1973, prendendo subito parte al campionato cadetto giapponese, la Business League. Debuttano classificandosi al secondo posto ed ottenendo subito la promozione nella massima serie, l'allora League. Dopo due sole stagioni però retrocedono, per poi ritornare nella massima serie nel 1979. Per tutti gli anni ottanta ottengono discreti risultati, ma senza mai vincere il titolo nazionale, sfiorato diverse volte fino alla stagione 1994-95, nella quale i Suntory Sunbirds vincono il primo trofeo della loro storia, aggiudicandosi la V.League.
Tra il finire degli anni novanta e l'inizio del nuovo secolo il club attraversa il miglior momento della propria storia, vincendo ben cinque scudetti consecutivi. Le vittorie in ambito nazionale permettono al club di partecipare alla Coppa AVC per club, dove come miglior risultato ottenuto è la finale nell'edizione 2001.
Nella stagione 2006-07 vince il settimo titolo giapponese, mentre nel 2010 si aggiudica per la prima volta la Coppa dell'Imperatore.
Nel 2024, in seguito all'avvento della SV.League, cambiano ancora la propria denominazione, questa volta in Suntory Sunbirds Osaka.

## Rosa 2024-2025
| N° | Nome               | Ruolo | Data di nascita  | Nazionalità sportiva |
| -- | ------------------ | ----- | ---------------- | -------------------- |
| 1  | Taishi Onodera     | C     | 27 febbraio 1996 | Giappone             |
| 2  | Kenji Satō         | C     | 16 gennaio 1997  | Giappone             |
| 4  | Atomu Torikai      | O     | 6 aprile 1996    | Giappone             |
| 5  | Ryo Shimokawa      | P     | 12 gennaio 2000  | Giappone             |
| 7  | Alain de Armas     | S     | 4 marzo 2001     | Giappone             |
| 8  | Soshi Fujinaka     | L     | 2 dicembre 1999  | Giappone             |
| 9  | Masaki Oya         | P     | 23 aprile 1995   | Giappone             |
| 10 | Kenya Fujinaka     | S     | 25 luglio 1993   | Giappone             |
| 11 | Aleksander Śliwka  | S     | 24 maggio 1995   | Polonia              |
| 12 | Ran Takahashi      | S     | 2 settembre 2001 | Giappone             |
| 13 | Dmitrij Musėrskij  | O     | 29 ottobre 1988  | Russia               |
| 14 | Ren Oniki          | C     | 28 agosto 2000   | Giappone             |
| 15 | Yoshimitsu Kiire   | L     | 13 maggio 1995   | Giappone             |
| 17 | Hirohito Kashimura | C     | 15 gennaio 1999  | Giappone             |
| 18 | Hikaru Someno      | S     | 3 luglio 2001    | Giappone             |
| 19 | Kotaro Kai         | O     | 5 novembre 2001  | Giappone             |
| 20 | Hiroki Nishida     | P     | 15 agosto 1997   | Giappone             |
| 21 | Rui Takahashi      | S     | 14 gennaio 2000  | Giappone             |
| 23 | Tatsuki Kashiwada  | C     | 9 novembre 1997  | Giappone             |

## Palmarès
- Campionato giapponese: 10

1994-95, 1999-00, 2000-01, 2001-02, 2002-03, 2003-04, 2006-07, 2020-21, 2021-22, 2023-24
- Coppa dell'Imperatore: 1

2010
- Torneo Kurowashiki: 10

1979, 1985, 1991, 1995, 2000, 2013, 2015, 2019, 2022, 2024
- Campionato asiatico per club: 1

2023